# Rasclet llistat
El rasclet llistat(Rallicula leucospila) és una espècie d'ocell de la família dels sarotrúrids (Sarothruridae).

## Hàbitat I distribució
Habita el terra de la selva, a les muntanyes de l'oest de Nova Guinea.